# جون وليامز (لاعب كريكت)
جون وليامز (بالإنجليزية: John Williams)‏ (27 يناير 1878 في المملكة المتحدة - 25 أبريل 1915 في تركيا) هو لاعب كريكت نيوزلندي. لعب مع نادي مقاطعة غلوستر للكريكت ‏.

## وصلات خارجية
- جون وليامز على موقع إي آس بي آن كريك إنفو (الإنجليزية)